# Midland (Maryland)
Midland – miasto w Stanach Zjednoczonych, w stanie Maryland, w hrabstwie Allegany.